# بكاتشوك
بكاتشوك هي قرية في مقاطعة سلماس، إيران. يقدر عدد سكانها بـ 148 نسمة بحسب إحصاء 2016.